# Itchy (kapela)
ITCHY (dříve Itchy Poopzkid) je německá punk rocková skupina založená v roce 2001. Skupinu tvoří Sebastian Hafner (zpěv, kytara, basa), Daniel Friedl (zpěv, kytara, basa) a Max Zimmer (bicí).
Vydali sedm alb, která všechna vstoupila do oficiálních německých hitparád (šestá deska „Six“ debutovala jako číslo 5), založili vlastní nahrávací společnost a odehráli více než 900 koncertů po celé Evropě. Až do dubna 2017, kdy vydali svůj nejnovější singl „Nic“, koncertovali pod názvem „Itchy Poopzkid“, který nyní změnili na ITCHY.

## Diskografie

#### Studiová alba
- 2005: Heart to Believe
- 2007: Time to Ignite
- 2009: Dead Serious
- 2011: Lights Out London
- 2013: Ports & Chords
- 2015: Six
- 2017: All We Know
- 2020: Ja als ob

#### Živá alba
- 2004: Fuck-Ups ... Live!

#### EP
- 2001: Two Thumbs Down (Demo)
- 2003: ... Having a Time!

#### Singly
- 2005: Say No
- 2007: Silence Is Killing Me
- 2007: And I'll Walk Away
- 2007: You Don't Bring Me Down
- 2009: The Living
- 2009: Pretty Me
- 2009: The Lottery
- 2011: Why Still Bother
- 2011: Down Down Down
- 2011: It's Tricky (Run DMC Cover)
- 2012: We Say So
- 2013: I Believe
- 2013: The Pirate Song (feat. Guido (Donots))
- 2013: Tonight
- 2014: Out There
- 2015: Dancing in the Sun
- 2015: Kings & Queens
- 2017: Nothing
- 2017: Keep It Real
- 2017: Fall Apart